# Lakeside (Wisconsin)
Lakeside – miasto w Stanach Zjednoczonych, w stanie Wisconsin, w hrabstwie Douglas.